# QNAP
QNAP Systems, Inc. (Chinees: 威聯通科技) is een Taiwanees bedrijf dat opslagapparatuur voor computersystemen produceert. Het bedrijf is opgericht op 1 april 2004 en het hoofdkantoor staat in Nieuw Taipei. Daarbuiten heeft het 16 vestigingen in Noord-Amerika, Europa en andere Aziatische landen.
De naam QNAP staat voor Quality Network Appliance Provider.

## Beschrijving
QNAP was oorspronkelijk een bedrijfsdivisie van de IEI Integration Corporation, een bedrijf dat computersystemen levert voor de industrie in Taiwan. In 2004 ging het als zelfstandige firma verder onder de leiding van Teddy Kuo en Meiji Chang.
QNAP is hoofdzakelijk producent van NAS-apparatuur, waar het in 2024 ongeveer 18% van deze markt in handen had. Daarnaast produceert het ook netwerkapparatuur, zoals routers.

## Producten
De producten en diensten van het bedrijf omvatten onder meer:
- NAS-apparatuur
- Cloudopslag
- Netwerkswitches
- WAN-routers
- Beveiligingsapparatuur
- Netwerkvirtualisatie
- Wifi-apparatuur